# Luis de la Torre
Luis de la Torre (fl. XVI secolo) fu uno dei conquistadores spagnoli che governò la Nuova Spagna mentre Hernán Cortés era assente dalla capitale.

## Biografia
C'erano molte lotte intestine in quel periodo (1524-28). Nove uomini furono governatori oltre allo stesso Cortés, che fece un breve ritorno nel 1526. Solitamente formavano un consiglio di governo composto da tre persone, mai più di cinque, ed occasionalmente uno o due. Questo periodo iniziò con la spedizione di Cortés in Honduras e terminò con l'arrivo della prima Audiencia.
Non si sa molto di la Torre. Rimase al governo dal 2 marzo 1527 all'8 dicembre 1528, per circa un anno e nove mesi. Anche Alonso de Estrada era governatore in questo periodo, e per la prima parte (fino al 22 agosto 1527), i due erano affiancati anche da Gonzalo de Sandoval. La Torre ed Estrada erano cugini.
In seguito un decreto reale arrivato a Città del Messico sanciva il trasferimento dei poteri concessi da Luis Ponce de León a Marcos de Aguilar, ma Aguilar morì il 1º marzo. Prima di morire Aguilar nominò Estrada come governatore, e questo decreto proveniente dalla madre patria rafforzò la posizione di Estrada. Dato che Cortés era sospettato di aver avvelenato sia Luis Ponce de León sia Aguilar, non era nella posizione per sostituire Estrada con la Torre.
Un Luis de la Torre accompagnò Cristoforo Colombo nel Nuovo Mondo in uno dei suoi viaggi, e viene considerato uno dei co-scopritori (tra gli europei) del tabacco. In ogni caso si pensa essersi trattato dello zio di questo Luis.